# Des Buckingham
Desmon Paul Buckingham, meglio noto come Des Buckingham (Cowley, 7 febbraio 1985), è un allenatore di calcio inglese, allenatore dell'Al-Kholood.

## Statistiche da allenatore
Statistiche aggiornate al 18 marzo 2023. In grassetto le competizioni vinte.
| Stagione           | Squadra            | Campionato         | Campionato | Campionato | Campionato | Campionato | Coppe nazionali | Coppe nazionali | Coppe nazionali | Coppe nazionali | Coppe nazionali | Coppe continentali | Coppe continentali | Coppe continentali | Coppe continentali | Coppe continentali | Altre coppe | Altre coppe | Altre coppe | Altre coppe | Altre coppe | Totale | Totale | Totale | Totale | % Vittorie | Piazzamento |
| Stagione           | Squadra            | Comp               | G          | V          | N          | P          | Comp            | G               | V               | N               | P               | Comp               | G                  | V                  | N                  | P                  | Comp        | G           | V           | N           | P           | G      | V      | N      | P      | %          | Piazzamento |
| ------------------ | ------------------ | ------------------ | ---------- | ---------- | ---------- | ---------- | --------------- | --------------- | --------------- | --------------- | --------------- | ------------------ | ------------------ | ------------------ | ------------------ | ------------------ | ----------- | ----------- | ----------- | ----------- | ----------- | ------ | ------ | ------ | ------ | ---------- | ----------- |
| gen.-apr. 2017     | Wellington Phoenix | AL                 | 14         | 5          | 3          | 6          | FFACup          | -               | -               | -               | -               | -                  | -                  | -                  | -                  | -                  | -           | -           | -           | -           | -           | 14     | 5      | 3      | 6      | 35,71      | Sub, 7°     |
| 2021-2022          | Mumbai City        | ISL                | 20         | 9          | 4          | 7          | -               | -               | -               | -               | -               | ACL                | 6                  | 2                  | 1                  | 3                  | -           | -           | -           | -           | -           | 26     | 11     | 5      | 10     | 42,31      | 5°          |
| 2022-2023          | Mumbai City        | ISL                | 20+2+1     | 14+1+1     | 4          | 2+1        | DC+SC           | 3+7             | 2+4             | 0+1             | 1+2             | -                  | -                  | -                  | -                  | -                  | -           | -           | -           | -           | -           | 33     | 22     | 5      | 6      | 66,67      | 1°          |
| 2023-2024          | Mumbai City        | ISL                | 4          | 2          | 2          | 0          | DC+SC           | 4+0             | 3+0             | 0+0             | 1+0             | ACL                | 3                  | 0                  | 0                  | 3                  | -           | -           | -           | -           | -           | 11     | 5      | 2      | 4      | 45,45      |             |
| Totale Mumbai City | Totale Mumbai City | Totale Mumbai City | 44+2+1     | 25+1+1     | 10         | 9+1        |                 | 14              | 9               | 1               | 4               |                    | 9                  | 2                  | 1                  | 6                  |             | -           | -           | -           | -           | 70     | 38     | 12     | 20     | 54,29      |             |
| Totale carriera    | Totale carriera    | Totale carriera    | 61         | 32         | 13         | 16         |                 | 14              | 9               | 1               | 4               |                    | 9                  | 2                  | 1                  | 6                  |             | -           | -           | -           | -           | 84     | 43     | 15     | 26     | 51,19      |             |

## Palmarès

### Allenatore

#### Club
- ISL Shield: 1

Mumbai City: 2022-2023

#### Nazionale
- Giochi del Pacifico: 1

2019